# Recordes mundiais do halterofilismo

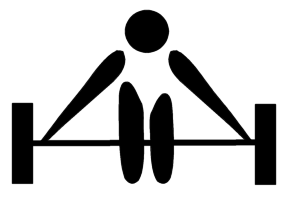
Pictograma.

Este artigo apresenta os recordes mundiais do halterofilismo ou levantamento de peso olímpico.
Os recordes mundiais no esporte não possuem um desenvolvimento contínuo, pois alterações nas classes de peso ao longo do tempo levaram à desconsideração ou ao arquivamento de marcas anteriores.
Em dezembro de 2024, a Federação Internacional de Halterofilismo (FIH) anunciou uma nova reestruturação das categorias de peso, com mudanças válidas a partir de 1º de junho de 2025. Em ocasiões anteriores, como em 1993, 1998 e 2018, foram estabelecidos padrões mundiais, marcas mínimas, a serem superadas, ver também: halterofilismo#Desenvolvimento das classes de peso. Anteriormente, os recordes só podiam ser superados com incrementos de pelo menos 0,5 kg no arranco e no arremesso, e 2,5 kg no total. Contudo, desde 1º de maio de 2005, esses incrementos foram padronizados para 1 kg, com os recordes existentes na época sendo ajustados para esse intervalo.
A FIH reconhece três grupos etários: juvenil, júnior e sênior (adulto), com os recordes registrados separadamente para homens e mulheres, conforme as diferentes classes de peso e faixas etárias. Aqui estão listados os recordes mundiais da categoria adulta; entretanto, alguns recordes de juniores também figuram entre as melhores marcas do mundo para adultos. Para os recordes dos juniores, veja: recordes mundiais juniores do halterofilismo; para dos juvenis, veja: recordes mundiais juvenis do halterofilismo.

## Recordes masculinos
A Federação Internacional de Halterofilismo divulgou os novos padrões mundiais em 26 de junho 2025, com marcas baseadas nas categorias anteriores.
Atualizado em 11.08.2025.
| Evento  | Evento    | Peso   | Nome               | País           | Data       | Competição               | Lugar          | Ref.   |
| ------- | --------- | ------ | ------------------ | -------------- | ---------- | ------------------------ | -------------- | ------ |
| –60 kg  | Arranco   | 141 kg | Padrão mundial     |                | 01.06.2025 |                          |                |        |
| –60 kg  | Arremesso | 172 kg | Padrão mundial     |                | 01.06.2025 |                          |                |        |
| –60 kg  | Total     | 307 kg | Padrão mundial     |                | 01.06.2025 |                          |                |        |
|         |           |        |                    |                |            |                          |                |        |
| –65 kg  | Arranco   | 148 kg | Padrão mundial     |                | 01.06.2025 |                          |                |        |
| –65 kg  | Arremesso | 181 kg | Hampton Morris     | Estados Unidos | 14.07.2025 | Campeonato Pan-Americano | Cáli, Colômbia | [ 17 ] |
| –65 kg  | Total     | 322 kg | Padrão mundial     |                | 01.06.2025 |                          |                |        |
|         |           |        |                    |                |            |                          |                |        |
| –71 kg  | Arranco   | 156 kg | Padrão mundial     |                | 01.06.2025 |                          |                |        |
| –71 kg  | Arremesso | 191 kg | Sebastián Olivares | Colômbia       | 15.07.2025 | Campeonato Pan-Americano | Cáli, Colômbia | [ 17 ] |
| –71 kg  | Total     | 340 kg | Padrão mundial     |                | 01.06.2025 |                          |                |        |
|         |           |        |                    |                |            |                          |                |        |
| –79 kg  | Arranco   | 165 kg | Padrão mundial     |                | 01.06.2025 |                          |                |        |
| –79 kg  | Arremesso | 202 kg | Padrão mundial     |                | 01.06.2025 |                          |                |        |
| –79 kg  | Total     | 361 kg | Padrão mundial     |                | 01.06.2025 |                          |                |        |
|         |           |        |                    |                |            |                          |                |        |
| –88 kg  | Arranco   | 176 kg | Yeison López       | Colômbia       | 16.07.2025 | Campeonato Pan-Americano | Cáli, Colômbia | [ 17 ] |
| –88 kg  | Arremesso | 214 kg | Padrão mundial     |                | 01.06.2025 |                          |                |        |
| –88 kg  | Total     | 383 kg | Padrão mundial     |                | 01.06.2025 |                          |                |        |
|         |           |        |                    |                |            |                          |                |        |
| –94 kg  | Arranco   | 181 kg | Padrão mundial     |                | 01.06.2025 |                          |                |        |
| –94 kg  | Arremesso | 221 kg | Padrão mundial     |                | 01.06.2025 |                          |                |        |
| –94 kg  | Total     | 396 kg | Padrão mundial     |                | 01.06.2025 |                          |                |        |
|         |           |        |                    |                |            |                          |                |        |
| –110 kg | Arranco   | 195 kg | Padrão mundial     |                | 01.06.2025 |                          |                |        |
| –110 kg | Arremesso | 237 kg | Padrão mundial     |                | 01.06.2025 |                          |                |        |
| –110 kg | Total     | 427 kg | Padrão mundial     |                | 01.06.2025 |                          |                |        |
|         |           |        |                    |                |            |                          |                |        |
| +110 kg | Arranco   | 218 kg | Padrão mundial     |                | 01.06.2025 |                          |                |        |
| +110 kg | Arremesso | 260 kg | Padrão mundial     |                | 01.06.2025 |                          |                |        |
| +110 kg | Total     | 477 kg | Padrão mundial     |                | 01.06.2025 |                          |                |        |

## Recordes femininos
Atualizado em 11.08.2025.
| Evento  | Evento    | Peso   | Nome           | País           | Data       | Competição               | Lugar          | Ref.   |
| ------- | --------- | ------ | -------------- | -------------- | ---------- | ------------------------ | -------------- | ------ |
| –48 kg  | Arranco   | 093 kg | Padrão mundial |                | 01.06.2025 |                          |                |        |
| –48 kg  | Arremesso | 119 kg | Padrão mundial |                | 01.06.2025 |                          |                |        |
| –48 kg  | Total     | 210 kg | Padrão mundial |                | 01.06.2025 |                          |                |        |
|         |           |        |                |                |            |                          |                |        |
| –53 kg  | Arranco   | 099 kg | Padrão mundial |                | 01.06.2025 |                          |                |        |
| –53 kg  | Arremesso | 126 kg | Padrão mundial |                | 01.06.2025 |                          |                |        |
| –53 kg  | Total     | 223 kg | Padrão mundial |                | 01.06.2025 |                          |                |        |
|         |           |        |                |                |            |                          |                |        |
| –58 kg  | Arranco   | 105 kg | Padrão mundial |                | 01.06.2025 |                          |                |        |
| –58 kg  | Arremesso | 132 kg | Padrão mundial |                | 01.06.2025 |                          |                |        |
| –58 kg  | Total     | 235 kg | Padrão mundial |                | 01.06.2025 |                          |                |        |
|         |           |        |                |                |            |                          |                |        |
| –63 kg  | Arranco   | 110 kg | Padrão mundial |                | 01.06.2025 |                          |                |        |
| –63 kg  | Arremesso | 139 kg | Padrão mundial |                | 01.06.2025 |                          |                |        |
| –63 kg  | Total     | 246 kg | Padrão mundial |                | 01.06.2025 |                          |                |        |
|         |           |        |                |                |            |                          |                |        |
| –69 kg  | Arranco   | 119 kg | Olivia Reeves  | Estados Unidos | 16.07.2025 | Campeonato Pan-Americano | Cáli, Colômbia | [ 17 ] |
| –69 kg  | Arremesso | 149 kg | Olivia Reeves  | Estados Unidos | 16.07.2025 | Campeonato Pan-Americano | Cáli, Colômbia | [ 17 ] |
| –69 kg  | Total     | 268 kg | Olivia Reeves  | Estados Unidos | 16.07.2025 | Campeonato Pan-Americano | Cáli, Colômbia | [ 17 ] |
|         |           |        |                |                |            |                          |                |        |
| –77 kg  | Arranco   | 122 kg | Padrão mundial |                | 01.06.2025 |                          |                |        |
| –77 kg  | Arremesso | 154 kg | Padrão mundial |                | 01.06.2025 |                          |                |        |
| –77 kg  | Total     | 274 kg | Padrão mundial |                | 01.06.2025 |                          |                |        |
|         |           |        |                |                |            |                          |                |        |
| –86 kg  | Arranco   | 129 kg | Padrão mundial |                | 01.06.2025 |                          |                |        |
| –86 kg  | Arremesso | 162 kg | Padrão mundial |                | 01.06.2025 |                          |                |        |
| –86 kg  | Total     | 289 kg | Padrão mundial |                | 01.06.2025 |                          |                |        |
|         |           |        |                |                |            |                          |                |        |
| +86 kg0 | Arranco   | 144 kg | Padrão mundial |                | 01.06.2025 |                          |                |        |
| +86 kg0 | Arremesso | 181 kg | Padrão mundial |                | 01.06.2025 |                          |                |        |
| +86 kg0 | Total     | 325 kg | Padrão mundial |                | 01.06.2025 |                          |                |        |

## Recordes históricos

### Masculinos (2018–2025)
Recordes até 31 de maio de 2025.
| Evento  | Evento    | Peso   | Nome               | País            | Data       | Competição            | Lugar                    | Ref.   |
| ------- | --------- | ------ | ------------------ | --------------- | ---------- | --------------------- | ------------------------ | ------ |
| –55 kg  | Arranco   | 135 kg | Padrão mundial     |                 | 01.11.2018 |                       |                          |        |
| –55 kg  | Arremesso | 166 kg | Om Yun-chol        | Coreia do Norte | 18.09.2019 | Campeonato Mundial    | Pattaya, Tailândia       | [ 20 ] |
| –55 kg  | Total     | 294 kg | Om Yun-chol        | Coreia do Norte | 18.09.2019 | Campeonato Mundial    | Pattaya, Tailândia       | [ 20 ] |
|         |           |        |                    |                 |            |                       |                          |        |
| –61 kg  | Arranco   | 146 kg | Li Fabin           | China           | 02.04.2024 | Copa do Mundo         | Phuket, Tailândia        | [ 21 ] |
| –61 kg  | Arremesso | 176 kg | Hampton Morris     | Estados Unidos  | 02.04.2024 | Copa do Mundo         | Phuket, Tailândia        | [ 21 ] |
| –61 kg  | Total     | 318 kg | Li Fabin           | China           | 19.09.2019 | Campeonato Mundial    | Pattaya, Tailândia       | [ 20 ] |
|         |           |        |                    |                 |            |                       |                          |        |
| –67 kg  | Arranco   | 155 kg | Huang Minhao       | China           | 06.07.2019 | Evento-Teste Olímpico | Tóquio, Japão            | [ 22 ] |
| –67 kg  | Arremesso | 190 kg | Ri Won-ju          | Coreia do Norte | 08.12.2024 | Campeonato Mundial    | Manama, Barém            | [ 23 ] |
| –67 kg  | Total     | 339 kg | Chen Lijun         | China           | 21.04.2019 | Campeonato Asiático   | Liampó, China            | [ 24 ] |
|         |           |        |                    |                 |            |                       |                          |        |
| –73 kg  | Arranco   | 169 kg | Shi Zhiyong        | China           | 20.04.2021 | Campeonato Asiático   | Tasquente, Usbequistão   | [ 25 ] |
| –73 kg  | Arremesso | 205 kg | Rahmat Abdullah    | Indonésia       | 11.05.2025 | Campeonato Asiático   | Jiangshan, China         | [ 26 ] |
| –73 kg  | Total     | 365 kg | Rizki Juniansyah   | Indonésia       | 04.04.2024 | Copa do Mundo         | Phuket, Tailândia        | [ 21 ] |
|         |           |        |                    |                 |            |                       |                          |        |
| –81 kg  | Arranco   | 175 kg | Li Dayin           | China           | 21.04.2021 | Campeonato Asiático   | Tasquente, Usbequistão   | [ 25 ] |
| –81 kg  | Arremesso | 209 kg | Rahmat Abdullah    | Indonésia       | 11.09.2023 | Campeonato Mundial    | Riade, Arábia Saudita    | [ 27 ] |
| –81 kg  | Total     | 378 kg | Lu Xiaojun         | China           | 22.09.2019 | Campeonato Mundial    | Pattaya, Tailandia       | [ 20 ] |
|         |           |        |                    |                 |            |                       |                          |        |
| –89 kg  | Arranco   | 183 kg | Karlos Nassar      | Bulgária        | 11.12.2024 | Campeonato Mundial    | Manama, Barém            | [ 28 ] |
| –89 kg  | Arremesso | 224 kg | Karlos Nassar      | Bulgária        | 09.08.2024 | Jogos Olímpicos       | Paris, França            | [ 29 ] |
| –89 kg  | Total     | 405 kg | Karlos Nassar      | Bulgária        | 11.12.2024 | Campeonato Mundial    | Manama, Barém            | [ 28 ] |
|         |           |        |                    |                 |            |                       |                          |        |
| –96 kg  | Arranco   | 188 kg | Karlos Nassar      | Bulgária        | 19.04.2025 | Campeonato Europeu    | Quixinau, Moldávia       | [ 30 ] |
| –96 kg  | Arremesso | 231 kg | Tian Tao           | China           | 07.07.2019 | Evento-Teste Olímpico | Tóquio, Japão            | [ 22 ] |
| –96 kg  | Total     | 417 kg | Karlos Nassar      | Bulgária        | 19.04.2025 | Campeonato Europeu    | Quixinau, Moldávia       | [ 30 ] |
|         |           |        |                    |                 |            |                       |                          |        |
| –102 kg | Arranco   | 191 kg | Padrão mundial     |                 | 01.11.2018 |                       |                          |        |
| –102 kg | Arremesso | 232 kg | Liu Huanhua        | China           | 08.04.2024 | Copa do Mundo         | Phuket, Tailândia        | [ 21 ] |
| –102 kg | Total     | 413 kg | Liu Huanhua        | China           | 08.04.2024 | Copa do Mundo         | Phuket, Tailândia        | [ 21 ] |
|         |           |        |                    |                 |            |                       |                          |        |
| –109 kg | Arranco   | 200 kg | Yang Zhe           | China           | 24.04.2021 | Campeonato Asiático   | Tasquente, Usbequistão   | [ 25 ] |
| –109 kg | Arremesso | 242 kg | Ruslan Nurudinov   | Uzbequistão     | 14.12.2024 | Campeonato Mundial    | Manama, Barém            | [ 31 ] |
| –109 kg | Total     | 435 kg | Simon Martirossian | Armênia         | 09.11.2018 | Campeonato Mundial    | Asgabate, Turquemenistão | [ 32 ] |
|         |           |        |                    |                 |            |                       |                          |        |
| +109 kg | Arranco   | 225 kg | Lasha Talakhadze   | Geórgia         | 17.12.2021 | Campeonato Mundial    | Tasquente, Usbequistão   | [ 33 ] |
| +109 kg | Arremesso | 267 kg | Lasha Talakhadze   | Geórgia         | 17.12.2021 | Campeonato Mundial    | Tasquente, Usbequistão   | [ 33 ] |
| +109 kg | Total     | 492 kg | Lasha Talakhadze   | Geórgia         | 17.12.2021 | Campeonato Mundial    | Tasquente, Usbequistão   | [ 33 ] |

### Masculinos (1998–2018)
Recordes mundiais até 31 de outubro de 2018.
| Evento  | Evento    | Peso    | Nome               | País            | Data       | Competição         | Lugar                   | Ref.          |
| ------- | --------- | ------- | ------------------ | --------------- | ---------- | ------------------ | ----------------------- | ------------- |
| –56 kg  | Arranco   | 139 kg  | Wu Jingbiao        | China           | 20.11.2015 | Campeonato Mundial | Houston, Estados Unidos | [ 35 ]        |
| –56 kg  | Arremesso | 171 kg  | Om Yun-chol        | Coreia do Norte | 20.11.2015 | Campeonato Mundial | Houston, Estados Unidos | [ 35 ]        |
| –56 kg  | Total     | 307 kg  | Long Qingquan      | China           | 07.08.2016 | Jogos Olímpicos    | Rio de Janeiro, Brasil  | [ 36 ] [ 37 ] |
|         |           |         |                    |                 |            |                    |                         |               |
| –62 kg  | Arranco   | 154 kg  | Kim Un-guk         | Coreia do Norte | 21.09.2014 | Jogos Asiáticos    | Incheon, Coreia do Sul  | [ 38 ]        |
| –62 kg  | Arremesso | 183 kg  | Chen Lijun         | China           | 22.11.2015 | Campeonato Mundial | Houston, Estados Unidos | [ 35 ]        |
| –62 kg  | Total     | 333 kg  | Chen Lijun         | China           | 22.11.2015 | Campeonato Mundial | Houston, Estados Unidos | [ 35 ]        |
|         |           |         |                    |                 |            |                    |                         |               |
| –69 kg  | Arranco   | 166 kg  | Liao Hui           | China           | 10.11.2014 | Campeonato Mundial | Almati, Cazaquistão     | [ 39 ]        |
| –69 kg  | Arremesso | 198 kg2 | Liao Hui           | China           | 23.10.2013 | Campeonato Mundial | Breslávia, Polônia      | [ 40 ]        |
| –69 kg  | Total     | 359 kg  | Liao Hui           | China           | 10.11.2014 | Campeonato Mundial | Almati, Cazaquistão     | [ 39 ]        |
|         |           |         |                    |                 |            |                    |                         |               |
| –77 kg  | Arranco   | 177 kg  | Lu Xiaojun         | China           | 10.08.2016 | Jogos Olímpicos    | Rio de Janeiro, Brasil  | [ 41 ]        |
| –77 kg  | Arremesso | 210 kg3 | Oleg Perepetchonov | Rússia          | 27.04.2001 | Campeonato Europeu | Trenčín, Eslováquia     | [ 42 ]        |
| –77 kg  | Total     | 380 kg  | Lu Xiaojun         | China           | 24.10.2013 | Campeonato Mundial | Breslávia, Polônia      | [ 40 ]        |
|         |           |         |                    |                 |            |                    |                         |               |
| –85 kg  | Arranco   | 187 kg  | Andrei Ribakou     | Bielorrússia    | 22.09.2007 | Campeonato Mundial | Chiang Mai, Tailândia   | [ 6 ]         |
| –85 kg  | Arremesso | 220 kg  | Kianoush Rostami   | Irão            | 31.05.2016 | Copa Fajr          | Teerã, Irã              | [ 43 ]        |
| –85 kg  | Total     | 396 kg  | Kianoush Rostami   | Irão            | 12.08.2016 | Jogos Olímpicos    | Rio de Janeiro, Brasil  | [ 44 ]        |
|         |           |         |                    |                 |            |                    |                         |               |
| –94 kg  | Arranco   | 189 kg  | Sohrab Moradi      | Irão            | 25.08.2018 | Jogos Asiáticos    | Jacarta, Indonésia      | [ 45 ]        |
| –94 kg  | Arremesso | 233 kg4 | Sohrab Moradi      | Irão            | 03.12.2017 | Campeonato Mundial | Anaheim, Estados Unidos | [ 46 ]        |
| –94 kg  | Total     | 417 kg4 | Sohrab Moradi      | Irão            | 03.12.2017 | Campeonato Mundial | Anaheim, Estados Unidos | [ 46 ]        |
|         |           |         |                    |                 |            |                    |                         |               |
| –105 kg | Arranco   | 200 kg  | Andrei Aramnau     | Bielorrússia    | 18.08.2008 | Jogos Olímpicos    | Pequim, China           | [ 47 ]        |
| –105 kg | Arremesso | 246 kg  | Ilia Ilin          | Cazaquistão     | 12.12.2015 | Copa do Presidente | Grózni, Rússia          | [ 48 ]        |
| –105 kg | Total     | 437 kg  | Ilia Ilin          | Cazaquistão     | 12.12.2015 | Copa do Presidente | Grózni, Rússia          | [ 48 ]        |
|         |           |         |                    |                 |            |                    |                         |               |
| +105 kg | Arranco   | 220 kg  | Lasha Talakhadze   | Geórgia         | 05.12.2017 | Campeonato Mundial | Anaheim, Estados Unidos | [ 46 ]        |
| +105 kg | Arremesso | 263 kg5 | Hossein Rezazadeh  | Irão            | 25.08.2004 | Jogos Olímpicos    | Atenas, Grécia          | [ 49 ] [ 50 ] |
| +105 kg | Total     | 477 kg  | Lasha Talakhadze   | Geórgia         | 05.12.2017 | Campeonato Mundial | Anaheim, Estados Unidos | [ 46 ]        |

↑ Liao Hui também levantou 198 kg no Campeonato Mundial de 2010, em 21 de setembro. No entanto, ele testou positivo em um teste fora de competição, realizado dias antes do Mundial, e sua marca foi cancelada.
↑ No site da IWF ainda consta o recorde de 214 kg no arremesso, estabelecido por Nijat Rahimov em 10 de agosto de 2016, nos Jogos Olímpicos do Rio de Janeiro. Entretanto, em 22 de março de 2022, ele foi desqualificado pelo Tribunal Arbitral do Esporte por violar as regras antidoping.
↑ Ilia Ilin detinha o recorde no arranque, de 233 kg, e o recorde no total, de 418 kg, ambos estabelecidos em 4 de agosto de 2012, nos Jogos Olímpicos de Londres. Entretanto, em 22 de novembro de 2016, o Comitê Olímpico Internacional o desclassificou por violação das regras antidoping, após a reanálise de amostras armazenadas.
↑ Aleksei Lovtchev levantou 264 kg no Campeonato Mundial de 2015, em 28 de novembro. No entanto, ele foi posteriormente desclassificado por uso de uma substância proibida.

### Masculinos (1993–1997)
Recordes mundiais até 31 de dezembro de 1997.
| Evento  | Evento    | Peso     | Nome                 | País         | Data       | Competição             | Lugar                     | Ref.          |
| ------- | --------- | -------- | -------------------- | ------------ | ---------- | ---------------------- | ------------------------- | ------------- |
| –54 kg  | Arranco   | 132,5 kg | Halil Mutlu          | Turquia      | 20.07.1996 | Jogos Olímpicos        | Atlanta, Estados Unidos   | [ 63 ]        |
| –54 kg  | Arremesso | 160,5 kg | Lan Shizhang         | China        | 06.12.1997 | Campeonato Mundial     | Chiang Mai, Tailândia     | [ 6 ]         |
| –54 kg  | Total     | 290,0 kg | Halil Mutlu          | Turquia      | 18.11.1994 | Campeonato Mundial     | Istambul, Turquia         | [ 64 ]        |
|         |           |          |                      |              |            |                        |                           |               |
| –59 kg  | Arranco   | 140,0 kg | Hafiz Süleymanoğlu   | Turquia      | 03.05.1995 | Campeonato Europeu     | Varsóvia, Polônia         | [ 65 ]        |
| –59 kg  | Arremesso | 170,0 kg | Nikolai Pechalov     | Bulgária     | 03.05.1995 | Campeonato Europeu     | Varsóvia, Polônia         | [ 65 ]        |
| –59 kg  | Total     | 307,5 kg | Tang Lingsheng       | China        | 21.07.1996 | Jogos Olímpicos        | Atlanta, Estados Unidos   | [ 63 ]        |
|         |           |          |                      |              |            |                        |                           |               |
| –64 kg  | Arranco   | 150,0 kg | Wang Guohua          | China        | 12.05.1997 | Jogos da Ásia Oriental | Busan, Coreia do Sul      | [ 66 ] [ 61 ] |
| –64 kg  | Arremesso | 187,5 kg | Valerios Leonidis    | Grécia       | 22.07.1996 | Jogos Olímpicos        | Atlanta, Estados Unidos   | [ 63 ]        |
| –64 kg  | Total     | 335,0 kg | Naim Süleymanoğlu    | Turquia      | 22.07.1996 | Jogos Olímpicos        | Atlanta, Estados Unidos   | [ 63 ]        |
|         |           |          |                      |              |            |                        |                           |               |
| –70 kg  | Arranco   | 163,0 kg | Wan Jianhui          | China        | 09.07.1997 | Campeonato Asiático    | Yangzhou, China           | [ 67 ] [ 61 ] |
| –70 kg  | Arremesso | 195,5 kg | Zhan Xugang          | China        | 06.12.1997 | Campeonato Mundial     | Chiang Mai, Tailândia     | [ 6 ]         |
| –70 kg  | Total     | 357,5 kg | Zhan Xugang          | China        | 23.07.1996 | Jogos Olímpicos        | Atlanta, Estados Unidos   | [ 63 ]        |
|         |           |          |                      |              |            |                        |                           |               |
| –76 kg  | Arranco   | 170,0 kg | Ruslan Savtchenko    | Ucrânia      | 16.11.1993 | Campeonato Mundial     | Melbourne, Austrália      | [ 68 ]        |
| –76 kg  | Arremesso | 208,0 kg | Pablo Lara           | Cuba         | 20.04.1996 |                        | Szekszárd, Hungria        |               |
| –76 kg  | Total     | 372,5 kg | Pablo Lara           | Cuba         | 20.04.1996 |                        | Szekszárd, Hungria        |               |
|         |           |          |                      |              |            |                        |                           |               |
| –83 kg  | Arranco   | 180,0 kg | Pyrros Dimas         | Grécia       | 26.07.1996 | Jogos Olímpicos        | Atlanta, Estados Unidos   | [ 63 ]        |
| –83 kg  | Arremesso | 214,0 kg | Zhang Yong           | China        | 12.07.1997 | Campeonato Asiático    | Yangzhou, China           | [ 69 ] [ 61 ] |
| –83 kg  | Total     | 392,5 kg | Pyrros Dimas         | Grécia       | 26.07.1996 | Jogos Olímpicos        | Atlanta, Estados Unidos   | [ 63 ]        |
|         |           |          |                      |              |            |                        |                           |               |
| –91 kg  | Arranco   | 187,5 kg | Aleksei Petrov       | Rússia       | 26.07.1996 | Jogos Olímpicos        | Atlanta, Estados Unidos   | [ 63 ]        |
| –91 kg  | Arremesso | 228,5 kg | Akakios Kakiasvilis  | Grécia       | 06.05.1995 | Campeonato Europeu     | Varsóvia, Polônia         | [ 65 ]        |
| –91 kg  | Total     | 412,5 kg | Aleksei Petrov       | Rússia       | 07.05.1994 | Campeonato Europeu     | Sokolov, República Tcheca | [ 70 ] [ 61 ] |
|         |           |          |                      |              |            |                        |                           |               |
| –99 kg  | Arranco   | 192,5 kg | Serguei Sirtsov      | Rússia       | 25.11.1994 | Campeonato Mundial     | Istambul, Turquia         | [ 71 ]        |
| –99 kg  | Arremesso | 235,0 kg | Akakios Kakiasvilis  | Grécia       | 28.07.1996 | Jogos Olímpicos        | Atlanta, Estados Unidos   | [ 63 ]        |
| –99 kg  | Total     | 420,0 kg | Akakios Kakiasvilis  | Grécia       | 28.07.1996 | Jogos Olímpicos        | Atlanta, Estados Unidos   | [ 63 ]        |
|         |           |          |                      |              |            |                        |                           |               |
| –108 kg | Arranco   | 200,0 kg | Timur Taimazov       | Ucrânia      | 26.11.1994 | Campeonato Mundial     | Istambul, Turquia         | [ 72 ] [ 61 ] |
| –108 kg | Arremesso | 236,0 kg | Timur Taimazov       | Ucrânia      | 29.07.1996 | Jogos Olímpicos        | Atlanta, Estados Unidos   | [ 63 ]        |
| –108 kg | Total     | 435,0 kg | Timur Taimazov       | Ucrânia      | 26.11.1994 | Campeonato Mundial     | Istambul, Turquia         | [ 72 ]        |
|         |           |          |                      |              |            |                        |                           |               |
| +108 kg | Arranco   | 205,0 kg | Aleksandr Kurlovitch | Bielorrússia | 27.11.1994 | Campeonato Mundial     | Istambul, Turquia         | [ 73 ]        |
| +108 kg | Arremesso | 262,5 kg | Andrei Tchemerkin    | Rússia       | 14.12.1997 | Campeonato Mundial     | Chiang Mai, Tailândia     | [ 6 ]         |
| +108 kg | Total     | 462,5 kg | Andrei Tchemerkin    | Rússia       | 14.12.1997 | Campeonato Mundial     | Chiang Mai, Tailândia     | [ 6 ]         |

### Masculinos (1973–1992)
Recordes mundiais até 31 de dezembro de 1992.
| Evento   | Evento    | Peso      | Nome                | País            | Data       | Competição         | Lugar                    | Ref.          |
| -------- | --------- | --------- | ------------------- | --------------- | ---------- | ------------------ | ------------------------ | ------------- |
| –52 kg   | Arranco   | 121,0 kg  | He Zhuoqiang        | China           | 29.05.1992 |                    | Cardiff, Reino Unido     |               |
| –52 kg   | Arremesso | 155,5 kg  | Ivan Ivanov         | Bulgária        | 27.09.1991 | Campeonato Mundial | Donaueschingen, Alemanha | [ 76 ] [ 12 ] |
| –52 kg   | Total     | 272,5 kg  | Ivan Ivanov         | Bulgária        | 16.09.1989 | Campeonato Mundial | Atenas, Grécia           | [ 77 ]        |
|          |           |           |                     |                 |            |                    |                          |               |
| –56 kg   | Arranco   | 135,0 kg  | Liu Shoubin         | China           | 28.09.1991 | Campeonato Mundial | Donaueschingen, Alemanha | [ 76 ] [ 12 ] |
| –56 kg   | Arremesso | 171,0 kg  | Neno Terziski       | Bulgária        | 06.09.1987 | Campeonato Mundial | Ostrava, Tchecoslováquia | [ 78 ] [ 12 ] |
| –56 kg   | Total     | 300,0 kg  | Naim Suleimanov     | Bulgária        | 12.05.1984 |                    | Varna, Bulgária          | [ 12 ]        |
|          |           |           |                     |                 |            |                    |                          |               |
| –60 kg   | Arranco   | 152,5 kg  | Naim Süleymanoğlu   | Turquia         | 20.09.1988 | Jogos Olímpicos    | Seul, Coreia do Sul      | [ 79 ]        |
| –60 kg   | Arremesso | 190,0 kg  | Naim Süleymanoğlu   | Turquia         | 20.09.1988 | Jogos Olímpicos    | Seul, Coreia do Sul      | [ 79 ]        |
| –60 kg   | Total     | 342,5 kg  | Naim Süleymanoğlu   | Turquia         | 20.09.1988 | Jogos Olímpicos    | Seul, Coreia do Sul      | [ 79 ]        |
|          |           |           |                     |                 |            |                    |                          |               |
| –67,5 kg | Arranco   | 160,0 kg6 | Israel Militossian  | União Soviética | 18.09.1989 | Campeonato Mundial | Atenas, Grécia           | [ 77 ]        |
| –67,5 kg | Arremesso | 200,5 kg6 | Mikhail Petrov      | Bulgária        | 08.09.1987 | Campeonato Mundial | Ostrava, Tchecoslováquia | [ 78 ] [ 12 ] |
| –67,5 kg | Total     | 355,0 kg6 | Mikhail Petrov      | Bulgária        | 05.12.1987 |                    | Seul, Coreia do Sul      |               |
|          |           |           |                     |                 |            |                    |                          |               |
| –75 kg   | Arranco   | 170,0 kg  | Angel Genchev       | Bulgária        | 11.12.1987 |                    | Miskolc, Hungria         |               |
| –75 kg   | Arremesso | 215,5 kg  | Aleksandar Varbanov | Bulgária        | 05.12.1987 | Copa do Mundo      | Seul, Coreia do Sul      | [ 80 ]        |
| –75 kg   | Total     | 382,5 kg  | Aleksandar Varbanov | Bulgária        | 20.02.1988 | Copa do Mundo      | Plovdiv, Bulgária        | [ 81 ]        |
|          |           |           |                     |                 |            |                    |                          |               |
| –82,5 kg | Arranco   | 183,0 kg  | Assen Zlatev        | Bulgária        | 07.12.1986 |                    | Melbourne, Austrália     | [ 12 ]        |
| –82,5 kg | Arremesso | 225,0 kg  | Assen Zlatev        | Bulgária        | 12.11.1986 | Campeonato Mundial | Sófia, Bulgária          | [ 82 ]        |
| –82,5 kg | Total     | 405,0 kg  | Iurik Vardanian     | União Soviética | 14.09.1984 | Copa da Amizade    | Varna, Bulgária          | [ 83 ]        |
|          |           |           |                     |                 |            |                    |                          |               |
| –90 kg   | Arranco   | 195,5 kg  | Blagoi Blagoev      | Bulgária        | 01.05.1983 |                    | Varna, Bulgária          |               |
| –90 kg   | Arremesso | 235,0 kg  | Anatoli Khrapati    | União Soviética | 29.04.1988 | Campeonato Europeu | Cardiff, Reino Unido     | [ 84 ]        |
| –90 kg   | Total     | 422,5 kg  | Viktor Solodov      | União Soviética | 15.09.1984 | Copa da Amizade    | Varna, Bulgária          | [ 83 ] [ 12 ] |
|          |           |           |                     |                 |            |                    |                          |               |
| –100 kg  | Arranco   | 200,5 kg  | Nicu Vlad           | Roménia         | 14.11.1986 | Campeonato Mundial | Sófia, Bulgária          | [ 82 ] [ 12 ] |
| –100 kg  | Arremesso | 242,5 kg  | Aleksandr Popov     | União Soviética | 05.03.1988 |                    | Tallinn, União Soviética |               |
| –100 kg  | Total     | 440,0 kg  | Iúri Zakharevitch   | União Soviética | 04.03.1983 | Copa da Amizade    | Odessa, União Soviética  | [ 85 ] [ 12 ] |
|          |           |           |                     |                 |            |                    |                          |               |
| –110 kg7 | Arranco   | 210,0 kg  | Iúri Zakharevitch   | União Soviética | 27.09.1988 | Jogos Olímpicos    | Seul, Coreia do Sul      | [ 79 ]        |
| –110 kg7 | Arremesso | 250,5 kg  | Iúri Zakharevitch   | União Soviética | 30.04.1988 | Campeonato Europeu | Cardiff, Reino Unido     | [ 84 ]        |
| –110 kg7 | Total     | 455,0 kg  | Iúri Zakharevitch   | União Soviética | 27.09.1988 | Jogos Olímpicos    | Seul, Coreia do Sul      | [ 79 ]        |
|          |           |           |                     |                 |            |                    |                          |               |
| +110 kg  | Arranco   | 216,0 kg  | Antonio Krastev     | Bulgária        | 13.09.1987 | Campeonato Mundial | Ostrava, Tchecoslováquia | [ 78 ] [ 12 ] |
| +110 kg  | Arremesso | 266,0 kg  | Leonid Taranenko    | União Soviética | 26.11.1988 | Copa Samboy Chips  | Camberra, Austrália      | [ 86 ]        |
| +110 kg  | Total     | 475,0 kg  | Leonid Taranenko    | União Soviética | 26.11.1988 | Copa Samboy Chips  | Camberra, Austrália      | [ 86 ]        |

↑ Angel Genchev levantou 160 kg no arranque, 202,5 kg no arremesso e, no total, 362,5 kg, em 21 de setembro de 1988, nos Jogos Olímpicos de Seul. Entretanto, ele foi acusado de doping por uso de diuréticos e teve seus resultados desclassificados em 24 de setembro de 1988.

### Masculinos (até 1972)
O desenvolvimento (abreviado “desenv.” abaixo) foi removido das competições a partir de 1º de janeiro de 1973. Recordes mundiais até 31 de dezembro de 1972.
| Evento   | Evento    | Peso      | Nome                 | País            | Data       | Competição                                  | Lugar                       | Ref.          |
| -------- | --------- | --------- | -------------------- | --------------- | ---------- | ------------------------------------------- | --------------------------- | ------------- |
| –52 kg   | Desenv.   | 120,5 kg  | Adam Gnatov          | União Soviética | 11.07.1972 | Copa do Báltico                             | Riga, União Soviética       | [ 88 ]        |
| –52 kg   | Arranco   | 105,0 kg  | Gyi Aung             | Birmânia        | 27.08.1972 | Jogos Olímpicos                             | Munique, Alemanha Ocidental | [ 89 ]        |
| –52 kg   | Arremesso | 132,5 kg  | Charlie Depthios     | Indonésia       | 27.08.1972 | Jogos Olímpicos                             | Munique, Alemanha Ocidental | [ 89 ]        |
| –52 kg   | Total     | 342,5 kg8 | Sándor Holczreiter   | Hungria         | 12.09.1970 | Campeonato Mundial                          | Columbus, Estados Unidos    | [ 90 ]        |
|          |           |           |                      |                 |            |                                             |                             |               |
| –56 kg   | Desenv.   | 128,5 kg  | Mohammad Nassiri     | Irão            | 10.07.1972 |                                             | Teerã, Irã                  |               |
| –56 kg   | Arranco   | 115,0 kg  | Koji Miki            | Japão           | 22.10.1972 |                                             | Kagoshima, Japão            | [ 12 ]        |
| –56 kg   | Arremesso | 150,0 kg  | Mohammad Nassiri     | Irão            | 13.10.1968 | Jogos Olímpicos                             | Cidade do México, México    | [ 91 ]        |
| –56 kg   | Total     | 377,5 kg  | Imre Földi           | Hungria         | 28.08.1972 | Jogos Olímpicos                             | Munique, Alemanha Ocidental | [ 89 ]        |
|          |           |           |                      |                 |            |                                             |                             |               |
| –60 kg   | Desenv.   | 137,5 kg  | Imre Földi           | Hungria         | 04.03.1972 | Encontro Pré-Olímpico                       | Ulm, Alemanha Ocidental     | [ 88 ]        |
| –60 kg   | Arranco   | 125,5 kg  | Yoshinobu Miyake     | Japão           | 28.10.1969 |                                             | Matsuura, Japão             |               |
| –60 kg   | Arremesso | 157,5 kg  | Norair Nurikian      | Bulgária        | 29.08.1972 | Jogos Olímpicos                             | Munique, Alemanha Ocidental | [ 89 ]        |
| –60 kg   | Total     | 402,5 kg  | Dito Chanidze        | União Soviética | 12.04.1972 | Campeonato da União Soviética               | Tallinn, União Soviética    | [ 12 ]        |
|          |           |           |                      |                 |            |                                             |                             |               |
| –67,5 kg | Desenv.   | 157,5 kg  | Mladen Kutchev       | Bulgária        | 30.08.1972 | Jogos Olímpicos                             | Munique, Alemanha Ocidental | [ 89 ]        |
| –67,5 kg | Arranco   | 137,5 kg  | Waldemar Baszanowski | Polónia         | 23.04.1971 | Campeonato Polonês                          | Lublin, Polônia             | [ 88 ]        |
| –67,5 kg | Arremesso | 177,5 kg  | Mukharbi Kirjinov    | União Soviética | 30.08.1972 | Jogos Olímpicos                             | Munique, Alemanha Ocidental | [ 89 ]        |
| –67,5 kg | Total     | 460,0 kg  | Mukharbi Kirjinov    | União Soviética | 30.08.1972 | Jogos Olímpicos                             | Munique, Alemanha Ocidental | [ 89 ]        |
|          |           |           |                      |                 |            |                                             |                             |               |
| –75 kg   | Desenv.   | 166,5 kg  | Aleksandr Kolodkov   | União Soviética | 19.03.1972 |                                             | Bollnäs, Suécia             |               |
| –75 kg   | Arranco   | 147,5 kg  | Mohamed Tarabulsi    | Líbano          | 11.11.1972 |                                             | Beirute, Líbano             |               |
| –75 kg   | Arremesso | 187,5 kg  | Viktor Kurentsov     | União Soviética | 16.10.1968 | Jogos Olímpicos                             | Cidade do México, México    | [ 91 ]        |
| –75 kg   | Total     | 485,0 kg  | Iordan Bikov         | Bulgária        | 31.08.1972 | Jogos Olímpicos                             | Munique, Alemanha Ocidental | [ 89 ]        |
|          |           |           |                      |                 |            |                                             |                             |               |
| –82,5 kg | Desenv.   | 178,5 kg  | Guennadi Ivantchenko | União Soviética | 18.05.1972 |                                             | Riga, União Soviética       |               |
| –82,5 kg | Arranco   | 160,0 kg  | David Riguert        | União Soviética | 24.12.1972 | Copa da União Soviética                     | Sóchi, União Soviética      | [ 88 ]        |
| –82,5 kg | Arremesso | 201,0 kg  | David Riguert        | União Soviética | 24.12.1972 | Copa da União Soviética                     | Sóchi, União Soviética      | [ 88 ]        |
| –82,5 kg | Total     | 527,5 kg  | Valeri Chari         | União Soviética | 14.05.1972 | Encontro de Toda a União                    | Moscou, União Soviética     | [ 88 ]        |
|          |           |           |                      |                 |            |                                             |                             |               |
| –90 kg   | Desenv.   | 198,0 kg  | David Riguert        | União Soviética | 13.07.1972 | Copa do Báltico                             | Riga, União Soviética       | [ 88 ]        |
| –90 kg   | Arranco   | 167,5 kg  | David Riguert        | União Soviética | 13.07.1972 | Copa do Báltico                             | Riga, União Soviética       | [ 88 ]        |
| –90 kg   | Arremesso | 210,5 kg  | Vassili Kolotov      | União Soviética | 13.07.1972 | Copa do Báltico                             | Riga, União Soviética       | [ 88 ]        |
| –90 kg   | Total     | 562,5 kg  | David Riguert        | União Soviética | 13.07.1972 | Copa do Báltico                             | Riga, União Soviética       | [ 88 ]        |
|          |           |           |                      |                 |            |                                             |                             |               |
| –110 kg7 | Desenv.   | 213,5 kg  | Iúri Kózin           | União Soviética | 14.07.1972 | Copa do Báltico                             | Riga, União Soviética       | [ 88 ]        |
| –110 kg7 | Arranco   | 175,5 kg  | Pavel Pervuchin      | União Soviética | 25.12.1972 | Copa da União Soviética                     | Sóchi, União Soviética      | [ 88 ]        |
| –110 kg7 | Arremesso | 222,5 kg  | Jaan Talts           | União Soviética | 20.05.1972 | Campeonato Europeu                          | Constança, Romênia          | [ 92 ]        |
| –110 kg7 | Total     | 590,0 kg  | Valeri Iakubovski    | União Soviética | 14.05.1972 | Encontro de Toda a União                    | Moscou, União Soviética     | [ 88 ]        |
|          |           |           |                      |                 |            |                                             |                             |               |
| +110 kg9 | Desenv.   | 236,5 kg  | Vassili Alekseiev    | União Soviética | 15.04.1972 | Campeonato da União Soviética               | Tallinn, União Soviética    | [ 88 ] [ 12 ] |
| +110 kg9 | Arranco   | 180,0 kg  | Vassili Alekseiev    | União Soviética | 24.07.1971 | Spartakiada & Campeonato da União Soviética | Moscou, União Soviética     | [ 88 ] [ 93 ] |
| +110 kg9 | Arremesso | 237,5 kg  | Vassili Alekseiev    | União Soviética | 15.04.1972 | Campeonato da União Soviética               | Tallinn, União Soviética    | [ 88 ] [ 12 ] |
| +110 kg9 | Total     | 645,0 kg  | Vassili Alekseiev    | União Soviética | 15.04.1972 | Campeonato da União Soviética               | Tallinn, União Soviética    | [ 88 ] [ 12 ] |

↑ Limites de peso corporal: de 01.01.1969 até 31.12.1976 90–110 kg, de 01.01.1977 em diante 100–110 kg
↑ Sándor Holczreiter foi desclassificado por doping deste resultado. Entretanto, este resultado ainda continou sendo listado.
↑ Limites de peso corporal: até 06.06.1913 acima de 80 kg, de 07.06.1913 até 31.12.1950 acima de 82,5 kg, de 01.01.1951 até 31.12.1968 acima de 90 kg, desde 01.01.1969 acima de 110 kg

### Femininos (2018–2025)
Recordes até 31 de maio de 2025.
| Evento  | Evento    | Peso    | Nome            | País            | Data       | Competição          | Lugar                  | Ref.           |
| ------- | --------- | ------- | --------------- | --------------- | ---------- | ------------------- | ---------------------- | -------------- |
| –45 kg  | Arranco   | 090 kg  | Zhao Jinhong    | China           | 09.05.2025 | Campeonato Asiático | Jiangshan, China       | [ 98 ]         |
| –45 kg  | Arremesso | 113 kg  | Zhao Jinhong    | China           | 06.12.2024 | Campeonato Mundial  | Manama, Barém          | [ 99 ] [ 100 ] |
| –45 kg  | Total     | 200 kg  | Zhao Jinhong    | China           | 06.12.2024 | Campeonato Mundial  | Manama, Barém          | [ 99 ] [ 100 ] |
|         |           |         |                 |                 |            |                     |                        |                |
| –49 kg  | Arranco   | 097 kg  | Hou Zhihui      | China           | 01.04.2024 | Copa do Mundo       | Phuket, Tailândia      | [ 21 ]         |
| –49 kg  | Arremesso | 125 kg  | Ri Song-gum     | Coreia do Norte | 04.02.2024 | Campeonato Asiático | Tasquente, Usbequistão | [ 101 ]        |
| –49 kg  | Total     | 221 kg  | Ri Song-gum     | Coreia do Norte | 01.04.2024 | Copa do Mundo       | Phuket, Tailândia      | [ 21 ]         |
|         |           |         |                 |                 |            |                     |                        |                |
| –55 kg  | Arranco   | 104 kg1 | Kang Hyong-yong | Coreia do Norte | 04.02.2024 | Campeonato Asiático | Tasquente, Usbequistão | [ 102 ]        |
| –55 kg  | Arremesso | 131 kg  | Kang Hyong-yong | Coreia do Norte | 02.04.2024 | Copa do Mundo       | Phuket, Tailândia      | [ 21 ]         |
| –55 kg  | Total     | 234 kg  | Kang Hyong-yong | Coreia do Norte | 02.04.2024 | Copa do Mundo       | Phuket, Tailândia      | [ 21 ]         |
|         |           |         |                 |                 |            |                     |                        |                |
| –59 kg  | Arranco   | 111 kg  | Kim Il-gyong    | Coreia do Norte | 02.10.2023 | Jogos Asiáticos     | Hangzhou, China        | [ 103 ]        |
| –59 kg  | Arremesso | 141 kg  | Kim Il-gyong    | Coreia do Norte | 09.12.2024 | Campeonato Mundial  | Manama, Barém          | [ 104 ]        |
| –59 kg  | Total     | 249 kg  | Kim Il-gyong    | Coreia do Norte | 09.12.2024 | Campeonato Mundial  | Manama, Barém          | [ 104 ]        |
|         |           |         |                 |                 |            |                     |                        |                |
| –64 kg  | Arranco   | 117 kg  | Deng Wei        | China           | 11.12.2019 | Copa do Mundo       | Tianjin, China         | [ 105 ]        |
| –64 kg  | Arremesso | 149 kg  | Ri Suk          | Coreia do Norte | 10.12.2024 | Campeonato Mundial  | Manama, Barém          | [ 106 ]        |
| –64 kg  | Total     | 264 kg  | Ri Suk          | Coreia do Norte | 10.12.2024 | Campeonato Mundial  | Manama, Barém          | [ 106 ]        |
|         |           |         |                 |                 |            |                     |                        |                |
| –71 kg  | Arranco   | 122 kg  | Yang Qiuxia     | China           | 13.05.2025 | Campeonato Asiático | Jiangshan, China       | [ 107 ]        |
| –71 kg  | Arremesso | 155 kg  | Song Kuk-hyang  | Coreia do Norte | 13.05.2025 | Campeonato Asiático | Jiangshan, China       | [ 107 ]        |
| –71 kg  | Total     | 276 kg  | Song Kuk-hyang  | Coreia do Norte | 13.05.2025 | Campeonato Asiático | Jiangshan, China       | [ 107 ]        |
|         |           |         |                 |                 |            |                     |                        |                |
| –76 kg  | Arranco   | 125 kg  | Liao Guifang    | China           | 13.05.2025 | Campeonato Asiático | Jiangshan, China       | [ 108 ]        |
| –76 kg  | Arremesso | 156 kg  | Zhang Wangli    | China           | 26.02.2019 | Copa do Mundo       | Fucheu, China          | [ 109 ]        |
| –76 kg  | Total     | 279 kg  | Liao Guifang    | China           | 13.05.2025 | Campeonato Asiático | Jiangshan, China       | [ 108 ]        |
|         |           |         |                 |                 |            |                     |                        |                |
| –81 kg  | Arranco   | 127 kg  | Padrão mundial  |                 | 01.11.2018 |                     |                        |                |
| –81 kg  | Arremesso | 161 kg  | Liang Xiaomei   | China           | 12.12.2023 | IWF Grand Prix II   | Doha, Catar            | [ 110 ]        |
| –81 kg  | Total     | 284 kg  | Liang Xiaomei   | China           | 12.12.2023 | IWF Grand Prix II   | Doha, Catar            | [ 110 ]        |
|         |           |         |                 |                 |            |                     |                        |                |
| –87 kg  | Arranco   | 132 kg  | Padrão mundial  |                 | 01.11.2018 |                     |                        |                |
| –87 kg  | Arremesso | 164 kg  | Padrão mundial  |                 | 01.11.2018 |                     |                        |                |
| –87 kg  | Total     | 294 kg  | Padrão mundial  |                 | 01.11.2018 |                     |                        |                |
|         |           |         |                 |                 |            |                     |                        |                |
| +87 kg0 | Arranco   | 149 kg  | Li Yan          | China           | 15.12.2024 | Campeonato Mundial  | Manama, Barém          | [ 111 ]        |
| +87 kg0 | Arremesso | 187 kg  | Li Wenwen       | China           | 25.04.2021 | Campeonato Asiático | Tasquente, Usbequistão | [ 112 ]        |
| +87 kg0 | Total     | 335 kg  | Li Wenwen       | China           | 25.04.2021 | Campeonato Asiático | Tasquente, Usbequistão | [ 112 ]        |

↑ Sukanya Srisurat levantou 105 kg no arranque em 3 de novembro, durante o Campeonato Mundial de 2018. Entretanto, em 22 de janeiro de 2019, foi anunciado que ela testou positivo para doping.

### Femininos (1998–2018)
Recordes mundiais até 31 de outubro de 2018.
| Evento   | Evento    | Peso     | Nome                   | País            | Data       | Competição           | Lugar                              | Ref.            |
| -------- | --------- | -------- | ---------------------- | --------------- | ---------- | -------------------- | ---------------------------------- | --------------- |
| –48 kg   | Arranco   | 098 kg   | Yang Lian              | China           | 01.10.2006 | Campeonato Mundial   | São Domingos, República Dominicana | [ 6 ] [ 116 ]   |
| –48 kg   | Arremesso | 120 kg10 | Chen Xiexia            | China           | 21.04.2007 | Campeonato Asiático  | Tai'an, China                      | [ 117 ] [ 118 ] |
| –48 kg   | Total     | 217 kg   | Yang Lian              | China           | 01.10.2006 | Campeonato Mundial   | São Domingos, República Dominicana | [ 6 ] [ 116 ]   |
|          |           |          |                        |                 |            |                      |                                    |                 |
| –53 kg   | Arranco   | 103 kg   | Li Ping                | China           | 14.11.2010 | Jogos Asiáticos      | Cantão, China                      | [ 119 ]         |
| –53 kg   | Arremesso | 134 kg   | Zulfia Tchinchanlô     | Cazaquistão     | 10.11.2014 | Campeonato Mundial   | Almati, Cazaquistão                | [ 39 ]          |
| –53 kg   | Total     | 233 kg   | Hsu Shu-ching          | Taipé Chinesa   | 21.09.2014 | Jogos Asiáticos      | Incheon, Coreia do Sul             | [ 120 ]         |
|          |           |          |                        |                 |            |                      |                                    |                 |
| –58 kg   | Arranco   | 112 kg   | Boianka Kostova        | Azerbaijão      | 23.11.2015 | Campeonato Mundial   | Houston, Estados Unidos            | [ 35 ]          |
| –58 kg   | Arremesso | 142 kg   | Kuo Hsing-chun         | Taipé Chinesa   | 21.08.2017 | Universíada de Verão | Taipei, Taipé Chinesa              | [ 121 ]         |
| –58 kg   | Total     | 252 kg   | Boianka Kostova        | Azerbaijão      | 23.11.2015 | Campeonato Mundial   | Houston, Estados Unidos            | [ 35 ]          |
|          |           |          |                        |                 |            |                      |                                    |                 |
| –63 kg   | Arranco   | 117 kg   | Svetlana Tsarukaieva   | Rússia          | 08.11.2011 | Campeonato Mundial   | Paris, França                      | [ 122 ]         |
| –63 kg   | Arremesso | 147 kg   | Deng Wei               | China           | 09.08.2016 | Jogos Olímpicos      | Rio de Janeiro, Brasil             | [ 123 ]         |
| –63 kg   | Total     | 262 kg   | Deng Wei               | China           | 09.08.2016 | Jogos Olímpicos      | Rio de Janeiro, Brasil             | [ 123 ]         |
|          |           |          |                        |                 |            |                      |                                    |                 |
| –69 kg   | Arranco   | 123 kg11 | Oksana Slivenko        | Rússia          | 04.10.2006 | Campeonato Mundial   | São Domingos, República Dominicana | [ 116 ]         |
| –69 kg   | Arremesso | 157 kg11 | Zarema Kassaieva       | Rússia          | 13.11.2005 | Campeonato Mundial   | Doha, Catar                        | [ 124 ] [ 6 ]   |
| –69 kg   | Total     | 276 kg11 | Oksana Slivenko        | Rússia          | 24.09.2007 | Campeonato Mundial   | Chiang Mai, Tailândia              | [ 6 ]           |
|          |           |          |                        |                 |            |                      |                                    |                 |
| –75 kg   | Arranco   | 135 kg   | Natalia Zabolotnaia    | Rússia          | 17.12.2011 | Copa do Presidente   | Belgorod, Rússia                   | [ 125 ]         |
| –75 kg   | Arremesso | 164 kg   | Kim Un-ju              | Coreia do Norte | 25.09.2014 | Jogos Asiáticos      | Incheon, Coreia do Sul             | [ 126 ]         |
| –75 kg   | Total     | 296 kg   | Natalia Zabolotnaia    | Rússia          | 17.12.2011 | Copa do Presidente   | Belgorod, Rússia                   | [ 125 ]         |
|          |           |          |                        |                 |            |                      |                                    |                 |
| –90 kg12 | Arranco   | 130 kg   | Viktória Chaimardánova | Ucrânia         | 21.08.2004 | Jogos Olímpicos      | Atenas, Grécia                     | [ 127 ]         |
| –90 kg12 | Arremesso | 155 kg13 | Derya Açıkgöz          | Turquia         | 28.04.2002 | Campeonato Europeu   | Antália, Turquia                   | [ 12 ] [ 127 ]  |
| –90 kg12 | Total     | 280 kg13 | Viktória Chaimardánova | Ucrânia         | 21.08.2004 | Jogos Olímpicos      | Atenas, Grécia                     | [ 128 ] [ 127 ] |
|          |           |          |                        |                 |            |                      |                                    |                 |
| +90 kg0  | Arranco   | 151 kg14 | Tatiana Kachírina      | Rússia          | 05.08.2012 | Jogos Olímpicos      | Londres, Grã-Bretanha              | [ 129 ] [ 12 ]  |
| +90 kg0  | Arremesso | 192 kg14 | Zhou Lulu              | China           | 26.09.2014 | Jogos Asiáticos      | Incheon, Coreia do Sul             | [ 130 ]         |
| +90 kg0  | Total     | 334 kg14 | Zhou Lulu              | China           | 26.09.2014 | Jogos Asiáticos      | Incheon, Coreia do Sul             | [ 131 ]         |

↑ O site da IWF ainda lista o recorde de Nurcan Taylan, de 121 kg no arremesso, definido em 17 de setembro de 2010, no Campeonato Mundial, em Antália; entretanto, o próprio perfil de Nurcan Taylan no site da IWF informa a anulação de todos os seus resultados, desde os Jogos Olímpicos de 2008 até o Campeonato Europeu de 2016.
↑ Liu Chunhong detinha o recorde no arranque (128 kg), o recorde no arremesso (158 kg) e o recorde no total (286 kg), todos estabelecidos em 13 de agosto de 2008, nos Jogos Olímpicos de Pequim. Entretanto, em 10 de janeiro de 2017, o Comitê Olímpico Internacional a desclassificou por violação das regras antidoping, após a reanálise de amostras armazenadas.
↑ Esta categoria foi introduzida em 1º de janeiro de 2017. Os recordes foram escolhidos com base nos melhores resultados obtidos até 2016, dentro da faixa de peso corporal real correspondente às novas categorias, de acordo com os dados arquivados.
↑ O site da IWF ainda lista os recordes de Hripsimê Khurchudián —160 kg no arremesso e 283 kg no total—, definidos em 25 de setembro de 2010, no Campeonato Mundial, em Antália; entretanto, o próprio perfil de Hripsimê Khurchudián no site da IWF informa a anulação de todos os seus resultados, desde os Jogos Olímpicos de 2008 até o Campeonato Europeu de 2016.
↑ No site da IWF ainda constam os recordes de Tatiana Kachírina de 155 kg no arranque, 193 kg no arremesso e 348 kg no total. Entretanto, em 28 de agosto de 2023, ele foi desqualificada pelo Tribunal Arbitral do Esporte por violar as regras antidoping.

### Femininos (1993–1997)
Recordes mundiais até 31 de dezembro de 1997.
| Evento  | Evento    | Peso     | Nome              | País      | Data       | Competição                | Lugar                 | Ref.           |
| ------- | --------- | -------- | ----------------- | --------- | ---------- | ------------------------- | --------------------- | -------------- |
| –46 kg  | Arranco   | 081,5 kg | Jiang Yinsu       | China     | 11.05.1997 | Jogos da Ásia Oriental    | Busan, Coreia do Sul  | [ 140 ] [ 61 ] |
| –46 kg  | Arremesso | 105,5 kg | Xing Fen          | China     | 08.07.1997 | Campeonato Asiático       | Yangzhou, China       | [ 141 ] [ 61 ] |
| –46 kg  | Total     | 185,0 kg | Hong Guan         | China     | 04.04.1996 | Campeonato Asiático       | Yachiyo, Japão        | [ 142 ]        |
|         |           |          |                   |           |            |                           |                       |                |
| –50 kg  | Arranco   | 088,0 kg | Jiang Baoyu       | China     | 03.07.1995 | Campeonato Asiático       | Busan, Coreia do Sul  | [ 143 ] [ 61 ] |
| –50 kg  | Arremesso | 110,5 kg | Liu Xiuhua        | China     | 03.10.1994 | Jogos Asiáticos           | Hiroshima, Japão      | [ 61 ] [ 144 ] |
| –50 kg  | Total     | 197,5 kg | Liu Xiuhua        | China     | 03.10.1994 | Jogos Asiáticos           | Hiroshima, Japão      | [ 144 ]        |
|         |           |          |                   |           |            |                           |                       |                |
| –54 kg  | Arranco   | 093,5 kg | Yang Xia          | China     | 09.07.1997 | Campeonato Asiático       | Yangzhou, China       | [ 145 ] [ 61 ] |
| –54 kg  | Arremesso | 117,5 kg | Meng Xianjuan     | China     | 08.12.1997 | Campeonato Mundial        | Chiang Mai, Tailândia | [ 6 ]          |
| –54 kg  | Total     | 207,5 kg | Yang Xia          | China     | 09.07.1997 | Campeonato Asiático       | Yangzhou, China       | [ 146 ]        |
|         |           |          |                   |           |            |                           |                       |                |
| –59 kg  | Arranco   | 100,0 kg | Zou Feie          | China     | 13.05.1997 | Jogos da Ásia Oriental    | Busan, Coreia do Sul  | [ 147 ]        |
| –59 kg  | Arremesso | 125,0 kg | Khassaraporn Suta | Tailândia | 13.10.1997 | Jogos do Sudeste Asiático | Jacarta, Indonésia    | [ 148 ]        |
| –59 kg  | Total     | 220,0 kg | Chen Xiaomin      | China     | 04.10.1994 | Jogos Asiáticos           | Hiroshima, Japão      | [ 144 ]        |
|         |           |          |                   |           |            |                           |                       |                |
| –64 kg  | Arranco   | 107,5 kg | Chen Xiaomin      | China     | 10.07.1997 | Campeonato Asiático       | Yangzhou, China       | [ 149 ]        |
| –64 kg  | Arremesso | 131,0 kg | Chen Yanqing      | China     | 10.12.1997 | Campeonato Mundial        | Chiang Mai, Tailândia | [ 6 ] [ 61 ]   |
| –64 kg  | Total     | 235,0 kg | Li Hongyun        | China     | 22.11.1994 | Campeonato Mundial        | Istambul, Turquia     | [ 150 ]        |
|         |           |          |                   |           |            |                           |                       |                |
| –70 kg  | Arranco   | 105,5 kg | Xiang Fenglan     | China     | 11.12.1997 | Campeonato Mundial        | Chiang Mai, Tailândia | [ 6 ] [ 61 ]   |
| –70 kg  | Arremesso | 130,5 kg | Xiang Fenglan     | China     | 11.12.1997 | Campeonato Mundial        | Chiang Mai, Tailândia | [ 6 ] [ 61 ]   |
| –70 kg  | Total     | 235,0 kg | Xiang Fenglan     | China     | 11.12.1997 | Campeonato Mundial        | Chiang Mai, Tailândia | [ 6 ]          |
|         |           |          |                   |           |            |                           |                       |                |
| –76 kg  | Arranco   | 107,5 kg | Hua Ju            | China     | 12.12.1997 | Campeonato Mundial        | Chiang Mai, Tailândia | [ 6 ]          |
| –76 kg  | Arremesso | 140,5 kg | Hua Ju            | China     | 12.12.1997 | Campeonato Mundial        | Chiang Mai, Tailândia | [ 6 ] [ 61 ]   |
| –76 kg  | Total     | 247,5 kg | Hua Ju            | China     | 12.12.1997 | Campeonato Mundial        | Chiang Mai, Tailândia | [ 6 ]          |
|         |           |          |                   |           |            |                           |                       |                |
| –83 kg  | Arranco   | 117,5 kg | Tang Weifang      | China     | 13.12.1997 | Campeonato Mundial        | Chiang Mai, Tailândia | [ 6 ]          |
| –83 kg  | Arremesso | 143,0 kg | Tang Weifang      | China     | 13.12.1997 | Campeonato Mundial        | Chiang Mai, Tailândia | [ 6 ] [ 61 ]   |
| –83 kg  | Total     | 260,0 kg | Tang Weifang      | China     | 13.12.1997 | Campeonato Mundial        | Chiang Mai, Tailândia | [ 6 ]          |
|         |           |          |                   |           |            |                           |                       |                |
| +83 kg0 | Arranco   | 112,5 kg | Wang Yanmei       | China     | 14.07.1997 | Campeonato Asiático       | Yangzhou, China       | [ 151 ]        |
| +83 kg0 | Arremesso | 155,0 kg | Li Yajuan         | China     | 20.11.1993 | Campeonato Mundial        | Melbourne, Austrália  | [ 152 ]        |
| +83 kg0 | Total     | 260,0 kg | Li Yajuan         | China     | 20.11.1993 | Campeonato Mundial        | Melbourne, Austrália  | [ 152 ]        |

### Femininos (até 1992)
Os recordes mundiais para mulheres foram aceitos a partir do 2º Campeonato Mundial de 1988, caso superassem os resultados vencedores do Campeonato Mundial de 1987 em Daytona Beach. No Campeonato Asiático de 1992, realizado entre 21 e 23 de dezembro em Chiang Mai, as competidoras da China estabeleceram 30 recordes mundiais, que foram os últimos registrados até 31 de dezembro de 1992, antes da mudança nas classes de peso.
| Evento   | Evento    | Peso     | Nome         | País  | Data       | Competição          | Lugar                    | Ref.    |
| -------- | --------- | -------- | ------------ | ----- | ---------- | ------------------- | ------------------------ | ------- |
| –44 kg   | Arranco   | 077,5 kg | Xing Fen     | China | 21.12.1992 | Campeonato Asiático | Chiang Mai, Tailândia    |         |
| –44 kg   | Arremesso | 102,5 kg | Xing Fen     | China | 21.12.1992 | Campeonato Asiático | Chiang Mai, Tailândia    |         |
| –44 kg   | Total     | 180,0 kg | Xing Fen     | China | 21.12.1992 | Campeonato Asiático | Chiang Mai, Tailândia    | [ 157 ] |
|          |           |          |              |       |            |                     |                          |         |
| –48 kg   | Arranco   | 083,0 kg | Lioa Suping  | China | 21.12.1992 | Campeonato Asiático | Chiang Mai, Tailândia    |         |
| –48 kg   | Arremesso | 105,5 kg | Lioa Suping  | China | 21.12.1992 | Campeonato Asiático | Chiang Mai, Tailândia    |         |
| –48 kg   | Total     | 187,5 kg | Liu Xiuhua   | China | 17.05.1992 | Campeonato Mundial  | Varna, Bulgária          | [ 158 ] |
|          |           |          |              |       |            |                     |                          |         |
| –52 kg   | Arranco   | 087,5 kg | Peng Liping  | China | 18.05.1992 | Campeonato Mundial  | Varna, Bulgária          | [ 158 ] |
| –52 kg   | Arremesso | 115,0 kg | Peng Liping  | China | 18.05.1992 | Campeonato Mundial  | Varna, Bulgária          | [ 158 ] |
| –52 kg   | Total     | 202,5 kg | Peng Liping  | China | 18.05.1992 | Campeonato Mundial  | Varna, Bulgária          | [ 158 ] |
|          |           |          |              |       |            |                     |                          |         |
| –56 kg   | Arranco   | 095,0 kg | Zhang Juhua  | China | 22.12.1992 | Campeonato Asiático | Chiang Mai, Tailândia    |         |
| –56 kg   | Arremesso | 120,0 kg | Zhang Juhua  | China | 22.12.1992 | Campeonato Asiático | Chiang Mai, Tailândia    |         |
| –56 kg   | Total     | 215,0 kg | Zhang Juhua  | China | 22.12.1992 | Campeonato Asiático | Chiang Mai, Tailândia    | [ 159 ] |
|          |           |          |              |       |            |                     |                          |         |
| –60 kg   | Arranco   | 100,0 kg | Su Yuanghong | China | 22.12.1992 | Campeonato Asiático | Chiang Mai, Tailândia    |         |
| –60 kg   | Arremesso | 125,0 kg | Li Hongyun   | China | 20.05.1992 | Campeonato Mundial  | Varna, Bulgária          | [ 158 ] |
| –60 kg   | Total     | 222,5 kg | Li Hongyun   | China | 20.05.1992 | Campeonato Mundial  | Varna, Bulgária          | [ 158 ] |
|          |           |          |              |       |            |                     |                          |         |
| –67,5 kg | Arranco   | 105,0 kg | Su Yuanghong | China | 22.12.1992 | Campeonato Asiático | Chiang Mai, Tailândia    |         |
| –67,5 kg | Arremesso | 132,5 kg | Lei Li       | China | 22.12.1992 | Campeonato Asiático | Chiang Mai, Tailândia    |         |
| –67,5 kg | Total     | 237,5 kg | Lei Li       | China | 22.12.1992 | Campeonato Asiático | Chiang Mai, Tailândia    | [ 160 ] |
|          |           |          |              |       |            |                     |                          |         |
| –75 kg   | Arranco   | 107,5 kg | Hua Ju       | China | 22.05.1992 | Campeonato Mundial  | Varna, Bulgária          | [ 158 ] |
| –75 kg   | Arremesso | 140,0 kg | Xing Shuwen  | China | 23.12.1992 | Campeonato Asiático | Chiang Mai, Tailândia    |         |
| –75 kg   | Total     | 242,5 kg | Zhang Xiaoli | China | 03.10.1991 | Campeonato Mundial  | Donaueschingen, Alemanha | [ 161 ] |
|          |           |          |              |       |            |                     |                          |         |
| –82,5 kg | Arranco   | 110,5 kg | Zang Lina    | China | 23.12.1992 | Campeonato Asiático | Chiang Mai, Tailândia    |         |
| –82,5 kg | Arremesso | 145,0 kg | Zang Lina    | China | 23.12.1992 | Campeonato Asiático | Chiang Mai, Tailândia    |         |
| –82,5 kg | Total     | 255,0 kg | Zang Lina    | China | 23.12.1992 | Campeonato Asiático | Chiang Mai, Tailândia    | [ 162 ] |
|          |           |          |              |       |            |                     |                          |         |
| +82,5 kg | Arranco   | 115,0 kg | Li Yajuan    | China | 24.05.1992 | Campeonato Mundial  | Varna, Bulgária          | [ 158 ] |
| +82,5 kg | Arremesso | 150,0 kg | Li Yajuan    | China | 24.05.1992 | Campeonato Mundial  | Varna, Bulgária          | [ 158 ] |
| +82,5 kg | Total     | 265,0 kg | Li Yajuan    | China | 24.05.1992 | Campeonato Mundial  | Varna, Bulgária          | [ 158 ] |